# Reiner Koster
Reiner Koster (1 de mayo de 1943) es un expiloto de motociclismo suizo. Estuvo compitiendo durante una década de forma ininterrumpida en el Campeonato del Mundo de Motociclismo en categorías pequeñas, aunque sin ningún resultado significativo. Su mejor temporada fue en 1988 donde acabó en el puesto 17 de la clasificación general de 80cc.

## Resultados de carrera

### Campeonato del Mundo de Motociclismo

#### Carreras por año
Sistema de puntos desde 1969 a 1987:
| Posición | 1.º | 2.º | 3.º | 4.º | 5.º | 6.º | 7.º | 8.º | 9.º | 10.º |
| Pts.     | 15  | 12  | 10  | 8   | 6   | 5   | 4   | 3   | 2   | 1    |

Sistema de puntos desde 1988 a 1992:
| Posición | 1.º | 2.º | 3.º | 4.º | 5.º | 6.º | 7.º | 8.º | 9.º | 10.º | 11.º | 12.º | 13.º | 14.º | 15.º |
| Pts.     | 20  | 17  | 15  | 13  | 11  | 10  | 9   | 8   | 7   | 6    | 5    | 4    | 3    | 2    | 1    |

(Carreras en negrita indica pole position, carreras en cursiva indica vuelta rápida)
| Año  | Clase  | Equipo        | Moto    | 1      | 2       | 3       | 4       | 5       | 6       | 7       | 8       | 9       | 10      | 11      | 12      | 13     | Pts. | Pos. |
| ---- | ------ | ------------- | ------- | ------ | ------- | ------- | ------- | ------- | ------- | ------- | ------- | ------- | ------- | ------- | ------- | ------ | ---- | ---- |
| 1979 | 50cc   | Malanca       |         |        | GER -   | NAT -   | ESP -   | YUG Ret | NED -   | BEL -   |         |         |         |         | FRA -   |        | 0    | -    |
| 1979 | 125 cc | MBA           | VEN -   | AUT -  | GER 27  | NAT -   | ESP -   | YUG -   | NED -   | BEL -   | SWE -   | FIN 17  | GBR -   | CZE -   | FRA -   |        | 0    | -    |
| 1980 | 50cc   | Malanca       | NAT DNQ | ESP 20 |         | YUG Ret | NED -   | BEL 22  |         |         |         | GER Ret |         |         |         |        | 0    | -    |
| 1980 | 125 cc | MBA           | NAT -   | ESP -  | FRA -   | NED -   | NED -   | BEL DNQ | FIN Ret | GBR -   | CZE 29  | GER -   |         |         |         |        | 0    | -    |
| 1981 | 50cc   | Malanca       |         |        | GER 17  | NAT 20  |         | ESP 16  | YUG Ret | NED 20  | BEL Ret | RSM 21  |         |         |         | CZE 16 | 0    | -    |
| 1981 | 125 cc | MBA           | ARG -   | AUT -  | GER Ret | NAT DNQ | FRA Ret | YUG DNQ | YUG -   | NED DNQ |         | SMR -   | GBR DNQ | FIN 14  | SWE Ret |        | 0    | -    |
| 1982 | 50cc   | Kreidler      |         |        |         | ESP 21  | NAC -   | NED Ret |         | YUG 24  |         |         |         | RSM 21  | ALE Ret |        | 0    | -    |
| 1982 | 125cc  | MBA           | ARG -   | AUT -  | FRA -   | ESP -   | NAC -   | NED Ret | NAC -   | YUG 24  | GBR Ret | SWE -   | FIN -   | CZE -   |         |        | 0    | -    |
| 1983 | 50cc   | MBA           |         | FRA 13 | NAT -   | GER Ret | ESP -   |         |         |         |         |         |         |         |         |        | 0    | -    |
| 1983 | 50cc   | Kroko         |         |        |         |         |         |         | YUG 20  | NED Ret |         |         |         | RSM 14  |         |        | 0    | -    |
| 1984 | 80cc   | Casal         |         | NAT 24 | SPA -   | AUT Ret | GER -   |         | YUG Ret | NED 22  | BEL Ret |         |         | RSM 23  |         |        | 0    | -    |
| 1985 | 80cc   | LCR           |         | ESP 15 | GER 21  | NAT DNQ |         | YUG 25  | NED Ret |         | FRA Ret |         |         | SMR Ret |         |        | 0    | -    |
| 1986 | 80cc   | LCR           | ESP 21  | NAT 18 | GER DNQ | AUT 21  | YUG 22  | NED 23  |         |         | GBR Ret |         | RSM Ret | BWU 18  |         |        | 0    | -    |
| 1987 | 80cc   | Krauser Kroko |         | SPA 23 | GER DNQ | NAT 20  | AUT 21  | YUG 14  | NED 15  |         | GBR 17  |         | CZE Ret | RSM 13  | POR 13  |        | 0    | -    |
| 1988 | 80cc   | Krauser-LCR   |         |        | ESP 16  | EXP 17  | NAT 9   | GER Ret |         | NED 12  |         | YUG 18  |         |         |         | CZE 16 | 11   | 17.º |
| 1988 | 125cc  | Rotax         |         |        | ESP DNQ |         | NAT -   | GER -   | AUT -   | NED -   | BEL DNQ | YUG -   | FRA -   | GBR -   | SWE -   | CZE -  | 0    | -    |
| 1989 | 80cc   | Krauser-LCR   |         |        |         | SPA 16  | NAT 23  | GER Ret | AUT -   | YUG Ret | NED 20  |         |         |         |         | CZE 23 | 0    | -    |